# Гіпотеза математичного всесвіту
Гіпо́теза математи́чного все́світу (ГМВ, також знана як Кінцевий ансамбль) — в фізиці та космології, одна з гіпотез «теорії всього», яку висунув фізик-теоретик Макс Тегмарк. 

## Опис
Згідно з гіпотезою, наша зовнішня фізична реальність є математичною структурою. Тобто, фізичний світ є математичним в певному сенсі, і  «ті світи достатньо складні, щоб утримувати самосвідомі підструктури, які будуть суб'єктивно сприймати себе як існуючі в фізично «реальному» світі» . Гіпотеза припускає, що світи, які відповідають різним наборам початкових станів, фізичних констант, або зовсім інших рівнянь, можна розглядати як однаково реальні. Тегмарк розробляє ГМВ всередині Гіпотези Обчислюваного Всесвіту (ГОВ), яка стверджує, що всі математичні структури, які можна обчислити, існують. 
Теорію можна розглядати як: 
- вид піфагореїзму або платонізму, бо вона стверджує існування математичних об'єктів;
- вид математичного монізму, оскільки вона заперечує існування чого-небудь крім математичних об'єктів;
- формальне вираження античного структурального реалізму.

Тегмарк стверджує, що гіпотеза не має вільних параметрів та можливо експериментальна. Таким чином, він віддає їй великий пріоритет щодо інших «теорій усього» за принципом економії. Він вважає, що свідомий досвід проходитиме у формі математичних «самосвідомих підструктур», які існують в фізично «реальному» світі. 
Гіпотеза пов'язана з антропним принципом та категоризацією Тегмарка про чотири рівні мультивсесвіту. 
Андреас Альбрехт з лондонського Імперського коледжу назвав теорію «провокаційним» розв'язком однієї з центральних проблем, що стоять перед фізикою. Попри те, що він «не посміє» йти так далеко, щоб сказати, у що він вірить, він зазначив, що «насправді достатньо важко побудувати теорію, де все, що ми бачимо, є всім, що є».